# Unterseeboot 325
Le Unterseeboot 325 (ou U-325) est un sous-marin allemand (U-Boot) de type VII.C/41 utilisé par la Kriegsmarine (marine de guerre allemande) pendant la Seconde Guerre mondiale.

## Construction
L'U-325 est un sous-marin océanique de type VII.C/41. Construit dans les chantiers de Flender Werke AG à Lübeck, la quille du U-325 est posée le 13 avril 1943 et il est lancé le 25 mars 1944. L'U-325 entre en service 1,5 mois plus tard.

## Historique
Mis en service le 6 mai 1944, l'Unterseeboot 325 suit sa phase d'entraînement à Stettin en Pologne au sein de la 4. Unterseebootsflottille jusqu'au 30 novembre 1944, puis l'U-325 rejoint son unité de combat dans la 11. Unterseebootsflottille à Bergen en Norvège.
L'U-325 effectue trois patrouilles, toutes sous les ordres de l'Oberleutnant zur See Erwin Dohrn, durant lesquelles il ne coule, ni n'endommage aucun navire ennemi au cours de ses 104 jours en mer.
Il réalise sa première patrouille en quittant Kiel le 1er décembre 1944. Il arrive à Horten en Norvège après quatre jours de mer, le 4 décembre 1944.
Pour sa deuxième patrouille, il quitte le port d'Horten le 9 décembre 1944 et arrive à Trondheim le 14 février 1945 après 68 jours en mer
Le 20 mars 1945, il appareille de Trondheim pour sa troisième patrouille au large de Land's End. Son dernier rapport reçu le 7 avril 1945, l'U-325 est encore considéré comme opérationnel par le haut commandement des sous-marins lors de la capitulation de l'Allemagne le 8 mai 1945. Il est pourtant établi que le sous-marin est perdu.
Les Britanniques ont d'abord attribué la perte de l'U-325 à une charge de profondeur des destroyers HMS Hesperus et HMS Havelock, le 30 avril 1945. Après l'analyse des archives allemandes, le sous-marin concerné est l'U-242, ; le sort de l'U-325 est alors classé comme « inconnu ».
L'épave de l'U-325 est découverte par des plongeurs en 2008, à 17 kilomètres (11 miles) au sud de Cap Lizard à la position géographique de 49° 48′ 17″ N, 5° 12′ 23″ O. 

Pour lutter contre les U-Boote équipés de schnorchel naviguant dans les eaux côtières du Royaume-Uni, le First Sea Lord a ordonné la pose de mines nautiques anti-sous-marines  dans les Atterrages occidentaux, au large de Plymouth et de Portsmouth, le 15 janvier 1945. En avril 1945, neuf différents champs de mines (série B1, partie 1 à 4, série B2, partie 1 à 4, et série B3, partie 1), comprenant neuf cents mines de type Mk XVII/XVII(8) sont posés au large du Cap Lizard. L'U-325 a heurté une mine dans le champ de mines B3 partie 1, trente-deux jours après avoir quitté Trondheim.
Les cinquante-deux membres d'équipage meurent dans ce naufrage. Ce champ de mines a été déposé par le mouilleur de mines HMS Plover escorté par les dragueurs de mines HMS lfracombe et HMS Shippigan.

## Affectations successives
- 4. Unterseebootsflottille à Stettin du 6 mai au 30 novembre 1944 (entrainement)
- 11. Unterseebootsflottille à Bergen du 1er décembre 1944 au 20 avril 1945 (service actif)

## Commandement
- Oberleutnant zur See Erwin Dohrn du 6 mai 1944 au 30 avril 1945

## Patrouilles
|       | Commandant        | Départ            | Départ    | Arrivée         | Arrivée   | Jours     | Succès |
| ----- | ----------------- | ----------------- | --------- | --------------- | --------- | --------- | ------ |
| 1     | Oblt. Erwin Dohrn | 1er décembre 1944 | Kiel      | 4 décembre 1944 | Horten    | 4 jours   |        |
| 2     | Oblt. Erwin Dohrn | 9 décembre 1944   | Horten    | 14 février 1945 | Trondheim | 68 jours  |        |
| 3     | Oblt. Erwin Dohrn | 20 mars 1945      | Trondheim | 20 avril 1945   | Coulé     | 32 jours  |        |
| Total | Total             | Total             | Total     | Total           | Total     | 104 jours | 0 t    |

Note : Oblt. = Oberleutnant zur See

### Opérations Wolfpack
L'U-325 n'a pas opéré avec les Wolfpacks (meute de loups) durant sa carrière opérationnelle.

## Navires coulés
L'Unterseeboot 325 n'a ni coulé, ni endommagé de navire ennemi au cours des 3 patrouilles (104 jours en mer) qu'il effectua.

### Source et bibliographie
- (en) Cet article est partiellement ou en totalité issu de l’article de Wikipédia en anglais intitulé « German submarine U-325 » (voir la liste des auteurs).
- Chris Bishop, historien militaire (trad. de l'anglais par Christian Muguet), Les sous-marins de la Kriegsmarine : 1939-1945 : le guide d'identification des sous-marins [« The spellmount submarine identification guide : Kriegsmarine U-boats 1939-1945 »], Paris, Éd. de Lodi, 2008, 192 p. (ISBN 978-2-84690-327-1, OCLC 470721805, BNF 41298980)